# Ярковой, Иван Мефодиевич
Иван Мефодиевич Ярковой (15 декабря 1927, село Покаляное, Волчанский район, Харьковский округ, Украинская ССР — 2012, Киев, Украина) — советский партийный деятель, первый секретарь Тернопольского обкома КП Украины (1968—1983).

## Биография
Трудовую деятельность начал в 1946 г. колхозником. В 1953 г. окончил Харьковский зоотехнический институт.
В 1953—1961 гг. — старший зоотехник Зборовского районного отдела сельского хозяйства Тернопольской области, главный зоотехник Млиновецькой МТС Зборовского района, начальник Зборовской районной сельскохозяйственной инспекции.
Член КПСС с 1957 г.
- 1961—1962 гг. — первый секретарь Зборовского районного комитета КПУ Тернопольской области,
- 1962—1963 гг. — начальник Зборовского производственного колхозно-совхозного управления,
- 1963—1968 гг. — секретарь Тернопольского областного комитета КП Украины,
- 1968—1983 гг. — первый секретарь Тернопольского областного комитета КП Украины. В этот период Тернополь был значительно перестроен. Появился новый стадион, недалеко от города построили ипподром, достроили хлопчатобумажный комбинат. Также, в городе появились спальные микрорайоны. Был известен тем, что лично контролировал продуктовые магазины, проверяя, чтобы продавцы не скрывали дефицитный товар.

С 1983 г. — начальник Черкасского областного рыбного хозяйства.
После выхода на пенсию проживал в Киеве.
Член ЦК КПУ (1971—1986). Депутат Верховного Совета СССР 8—10-го созыва.

## Награды и звания
- Орден Октябрьской Революции
- дважды Орден Трудового Красного Знамени
- медали